# オラウス・マグヌス
オラウス・マグヌス（Olaus Magnus, 1490年 - 1558年8月1日）は、スウェーデンの宗教家、歴史学者および地理学者。ゴート・ルネサンスに貢献した人物。

## 経歴
1490年、リンシェーピングのスケーニンゲに生まれた。「偉大な」を意味するマグヌスという添え名の通り、名門の貴族の出身。
1510年から1517年までドイツで学問を修めた後、兄のヨハン同様に高位聖職者の道を進み、ストレングネース大聖堂のプロボストに任命された。1523年、国王のグスタフ1世がヨハンをウプサラ大司教に任じ、オラウスをローマの教皇国へ派遣。しかしほどなく、スウェーデンに宗教改革の波がおしよせ、ウプサラ大司教のヨハンは、国王による改革を阻止しようとしたが、徒労に終わり、1537年にローマへ赴いた。
1544年にヨハンが亡くなり、代わってオラウスがウプサラ大司教に任命されたが、既に大司教の座は形骸化していたため、オラウスはスウェーデンには戻らず、その後の人生の大部分をローマの聖ビルギッタ修道院で過ごした。1545年から1549年までは、教皇パウルス3世の委任を受け、トレント公会議に出席した。
1558年（一説によれば1557年）8月1日、ローマで没。没後は、サンピエトロ大聖堂の兄の墓の隣に埋葬された。

## カルタ・マリナ

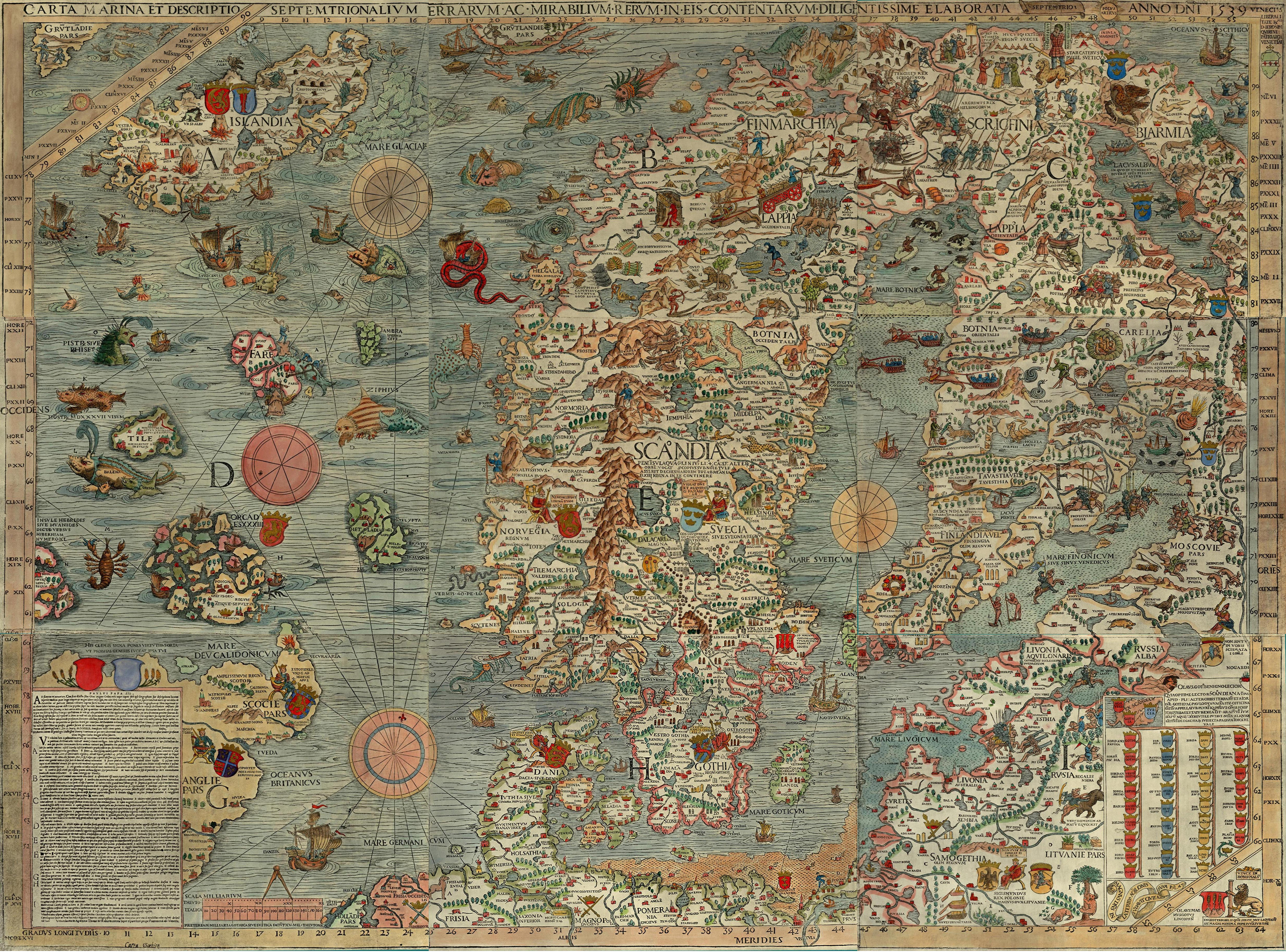
カルタ・マリナ

オラウスは、ルネサンスにおける、最も重要な地理学者の一人である。
北欧の知識に秀でており、かつ、ヨーロッパ北東部の交通について提唱した最初の人物でもあったオラウスは、北欧の大地図を制作するにいたり、その地図は、1539年に Carta marina et descriptio septentrionalium terrarum ac mirabilium rerum という名前でヴェネツィアで発行された。これにはグリーンランドの南海岸から、バルト海のロシア側沿岸、アイスランド、北海の島嶼部、スウェーデン、ノルウェー、デンマークそしてフィンランドまでが網羅されている。この地図は、北欧を客観的かつ明確に表現した初めてのものであり、プトレマイオス式の地図をもしのぐものだった。
長い間紛失されたものと考えられていたが、16世紀に入手されたうちの一部が、ミュンヘンのバイエルン州立図書館に保管されているのが、1886年にオスカー・ブレンナーにより発見された。
ミュンヘン大学付属図書館にはおおまかな手書きの写しがある。ツェーノ兄弟が1400年に行ったとされる北方の旅についての書物が、兄弟の子孫であるニコロにより1558年に出版された時は、この地図が情報源となった。ゼバスティアン・ミュンスター、ジャコモ・ガスタルディ、そしてアブラハム・オルテリウスもこの地図に高い評価を与えた。

## 北方民族文化誌

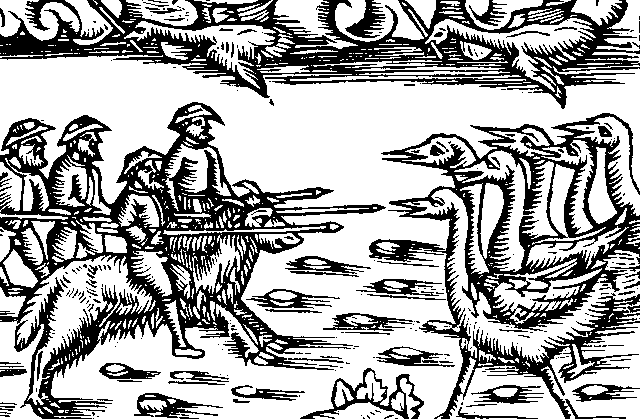
グリーンランドの小人族と鶴の戦い

オラウスの他の著作として『北方民族文化誌』がある。22冊にものぼる書籍で、北方の国々の商業や政治、地形、鉱物、生物などが図版付きで紹介されている。また、スウェーデンの聖女ブリジッテの娘であるカタリナの生涯をつづった Vita Catharinae や Vita abbreviata S. Briggitae, 兄ヨハンと共同で Historia Gothorum librls XXIV（1554年）、Historia Metropolitana, seu Episcoporum et Archiepiscoporum Upsaliensium（1557年）を発行している。